# Kryterium termiczne
Kryterium termiczne – średnie dobowe temperatury powietrza atmosferycznego przyjmowane do określenia pór roku.
W Polsce wyróżnia się 6 termicznych pór roku, które wyznaczył klimatolog Eugeniusz Romer i określił ich kryteria termiczne.
Termiczne pory roku oraz ich temperatury progowe w Polsce według IMiGW:
- zima – okres o średniej dobowej temperaturze: t ≤ 0,0 °C,
- przedwiośnie – okres o średniej dobowej temperaturze: 0,0 °C < t ≤ 5,0 °C,
- wiosna – okres o średniej dobowej temperaturze: 5,0 °C < t ≤ 15,0 °C,
- lato – okres o średniej dobowej temperaturze: t ≥ 15,0 °C,
- jesień – okres o średniej dobowej temperaturze: 5,0 °C < t ≤ 15,0 °C,
- przedzimie – okres o średniej dobowej temperaturze: 0,0 °C < t ≤ 5,0 °C